# إليزابيث وودفيل
إليزابيث وودفيل (1437-1492) هي ابنة ريتشارد وودفيل وزوجة الملك إدوارد الرابع حتى موته في عام 1483، ملكة إنجلترا (1466-1483)

## النشأة والزواج السابق
هي ابنة ريتشارد وودفيل وكانت وصيفة شرف للملكة مارغريت أنجو زوجة الملك هنري السادس في الثماني سنوات من عمرها حتى شبابها و تزوجت من السير جون غراي دوق بدفورد و أنجبت منه طفلان وقتل في معركة سانت الثانية و رحلت مع طفليها إلى بدفورد لترعاهما هناك .

## زوجة الملك إدوارد الرابع
عزم الملك الجديد الذي أطاح التاج من رأس الملك هنري السادس أن يتزوج الأرملة الجميلة الشابة التي تعيش في بدفورد مع طفليها حيث كان الوضع أن يتزوج إدوارد أميرة فرنسية لأسباب سياسية فتزوج من وودفيل سرا مع عائلتها و عندما أصبح الأمر علنا فتح الطريق أمام شقيقه ريتشارد لاحقا :ريتشارد الثالث لأنتزاع العرش من شقيقه إدوارد الرابع لا سيما كان زواجهم أمام البرلمان لاغيا وباطلا حتى أختلقوا الأعذار عندما أنجبت إليزابيث عشرة أطفال على التوالي لأدوارد و تم تبسيط الأمر أمام قوانين البرلمان لمدة ى أطول يستطيع فيها إدوارد أن يفر من القضية .

## الملكة الأم
كانت إليزابيث أما على طفلان من السير جون من ثم أنجبت عشرة أطفال تبقى منهن سبعة أطفال على قيد الحياة للملك إدوارد الرابع وهم:
من السير جون غراي:
- ريتشارد غراي
- توماس غراي

من الملك إدوارد الرابع:
- الأميرة إليزابيث يورك لاحقا: زوجة الملك هنري السابع من إنكلترا(1466-1508)
- الأميرة ماري يورك (1467-1482)
- الأميرة سايسلي يورك (1469-1507)
- إدوارد أمير ويلز لاحقا :الملك إدوارد الخامس (1470-1483) ذات أقصر حكم
- الأمير مارجريت يورك (1472) توفيت بنفس العام وهي من الثلاثة المتوفون
- الأمير ريتشارد دوق يورك (1473-1483) توفي مع شقيقه إدوارد في البرج
- الأميرة آن يورك الكونتيسة (1475-1511)
- الأمير جورج (1477-1479) وهو من الثلاثة المتوفون
- الأميرة كاترين يورك (1479-1527) كونتيسة من ديفون
- الأميرة بريدجيت يورك (1480-1517) راهبة في دير

## الترمل للمرة الثالثة والوفاة
في عام 1483 توفي الملك إدوارد الرابع وترك العرش لابنه الصغير إدوارد أكمل فيها شقيق الملك السابق ريتشارد الثالث خطته فيها فقد قال للبرلمان بادعاء أن إليزابيث وودفيل ليست زوجة ملكية وأن إدوارد وأشقائه أطفال غير شرعيين فتم سجن إدوارد و شقيقه الأصغر في برج لندن وقتلوا هناك و تم أبعاد إليزابيث و كان ريتشارد يدعو نفسه أنه هو الوريث الشرعي بعد شقيقه حيث استمرت حرب الوردتين حتى جاء هنري تيدور النبيل قضى على خصمه من يورك ريتشارد الثالث من ثم كانت أمه من نسل لانستكر وانتهت الحرب بزواج هنري بأبنة إليزابيث وودفيل الكبيرة إليزابيث يورك و تم ذلك بتصالح الأسرتين فقد ربطت أسرة تيودور بالعائلتين و توج هنري تيدور ملكا باسم هنري السابع و في عام 1492 أجرت إليزابيث نشاطات في سنها المتوسط من ثم توفت في الدير و تم تحضير جنازة بسيطة مع بناتها و دفنت في كنيسة القديس جورج.